# Ammortamento titoli di credito
L'ammortamento dei titoli di credito è la procedura di giurisdizione volontaria volta ad ottenere la dichiarazione giudiziale di inefficacia dei titoli di credito all'ordine e nominativi. Tale procedura, in Italia, è disciplinata dagli articoli 2016, 2017, 2018, 2019, 2020 e 2027 del codice civile.
Chi ha ottenuto l'ammortamento può infatti esigere il pagamento su presentazione della relativa dichiarazione giudiziale e, se il titolo non è scaduto, può ottenere dall'emittente un duplicato del titolo perduto.
Tale procedura si suddivide in due fasi e può essere richiesta in caso di smarrimento, sottrazione o distruzione del titolo.

## Fase necessaria
La prima fase si apre con la denunzia al debitore, da parte dell'ex possessore, della perdita del titolo e con il ricorso contestuale al presidente del tribunale dove il titolo è pagabile; ricorso con il quale si chiede l'ammortamento del titolo. (La denunzia al debitore è pacificamente considerato atto facoltativo)
Il giudice procede quindi con gli opportuni accertamenti sulla veridicità dei fatti allegati dal ricorrente e sul diritto del possessore.
Compiute tali operazioni, pronuncia con decreto l'ammortamento del titolo.
Il decreto deve essere pubblicato nella Gazzetta Ufficiale della Repubblica Italiana e deve essere notificato al debitore, a cura del ricorrente. Il pagamento fatto all'eventuale detentore del titolo libera il debitore se effettuato prima della notifica (art. 2016, 5° comma). Il titolo perde quindi, da tale momento, la sua funzione di legittimazione. Il testo della pubblicazione verrà inoltrato all'ufficio delle pubblicazioni.
Il debitore non può pagare all'ammortante prima che siano decorsi 30 giorni dalla pubblicazione in Gazzetta Ufficiale, infatti solo allo scadere di questo termine l'ammortamento è definitivo.

## Fase eventuale
Alla seconda fase si può passare se l'eventuale detentore del titolo propone opposizione contro il decreto da introdurre con atto di citazione e depositando il titolo presso la cancelleria del tribunale che ne ha pronunciato l'ammortamento. Il deposito del titolo è necessario, poiché, in assenza l'opposizione diviene inammissibile.
Si apre così un giudizio di cognizione che ha per oggetto l'accertamento della proprietà del titolo: se l'opposizione è accolta il decreto di ammortamento perde efficacia; in caso contrario il titolo deve essere consegnato alla parte che ha ottenuto l'ammortamento.

## Ammortamento titoli di credito al portatore
Non è ammessa la procedura di ammortamento per i titoli di credito al portatore, salvo alcune eccezioni tassativamente previste per titoli a circolazione ristretta (libretti di deposito e assegni bancari al portatore).
Il possessore, che ne provi la distruzione, ha diritto al rilascio da parte dell'emittente di un duplicato o di un titolo equivalente (art. 2007 c.c.).
Nel caso di smarrimento o sottrazione del titolo, fornendone sempre prova all'emittente, il possessore ha diritto alla prestazione decorso il termine di prescrizione del titolo (art. 2006 c.c.).
Solo così il debitore è posto al riparo dal pericolo di un doppio pagamento.